# Ridderkruis

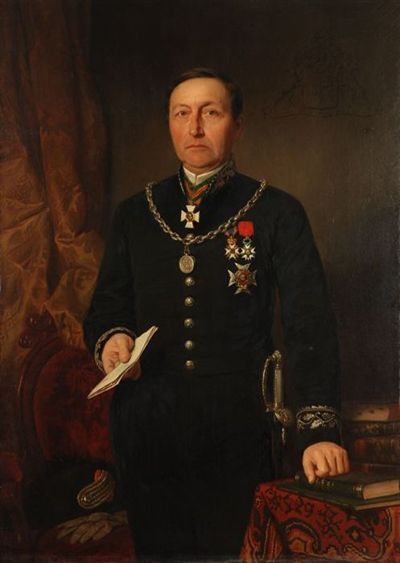
Burgemeester Joost van Vollenhoven met ster en halskruis van de Orde van de Eikenkroon en de ridderkruisen van de Orde van de Nederlandse Leeuw en het Legioen van Eer aan linten op de borst

Een ridderkruis is een uiterlijke versiersel van een ridderorde. Het wordt ook wel "kleinood" genoemd. 

## Geschiedenis
In de 18e eeuw stelden diverse Europese vorsten militaire ridderorden in. Deze onderscheidingen waren bedoeld om dappere en verdienstelijke officieren te kunnen belonen. Het verlenen van orden was goedkoper dan de landgoederen en de kostbare geschenken die de vorst anders had moeten schenken. De ridder werd door het ereteken dat hij droeg ook aan de vorst gebonden. Het ridderkruis is de laagste orde in de hedendaagse classificatie die voor het eerst in 1802 door Napoleon Bonaparte is geïntroduceerd. Grootkruis is de hoogste graad, Grootofficier, Commandeur, Officier en Ridder.
Soms heet een ridderkruis in landen die het naar feodale verhoudingen en de 19e-eeuwse standenmaatschappij herinnerende begrip "Ridder" liever willen vermijden kortweg "Kruis der IIe Klasse", "IIe Klasse" of "Ve Klasse", Kruis in Zilver" of "Kruis aan Lint". Dat laatste is in Oostenrijk en Duitsland het geval.
De socialistische landen hebben in hun socialistische orden het begrip "Ridder" geheel willen vermijden. Toch maken en maakten protocol en faleristiek steeds een fijn onderscheid in de hiërarchie en worden veel onderscheidingen, wat hun aanduiding ook is, met een ridderkruis gelijkgesteld. Of het versiersel nu de traditionele vorm van een kruis heeft of zoals in de communistische staten gebruikelijk de vorm van een ster kreeg doet er in dit verband niet toe. Aziatische landen hebben, als niet christelijke culturen hún equivalenten van een ridderkruis en de andere versierselen van de orden vaak de vorm van een bloem of een ingewikkeld juweel gegeven. Voorbeelden van dergelijke versierselen zijn de lagere, met ridderkruisen gelijk te stellen, versierselen van de Orde van de Rijzende Zon in Japan en de in Europese ogen exotische Orde van de Miljoen Olifanten en de Witte Parasol van Laos.

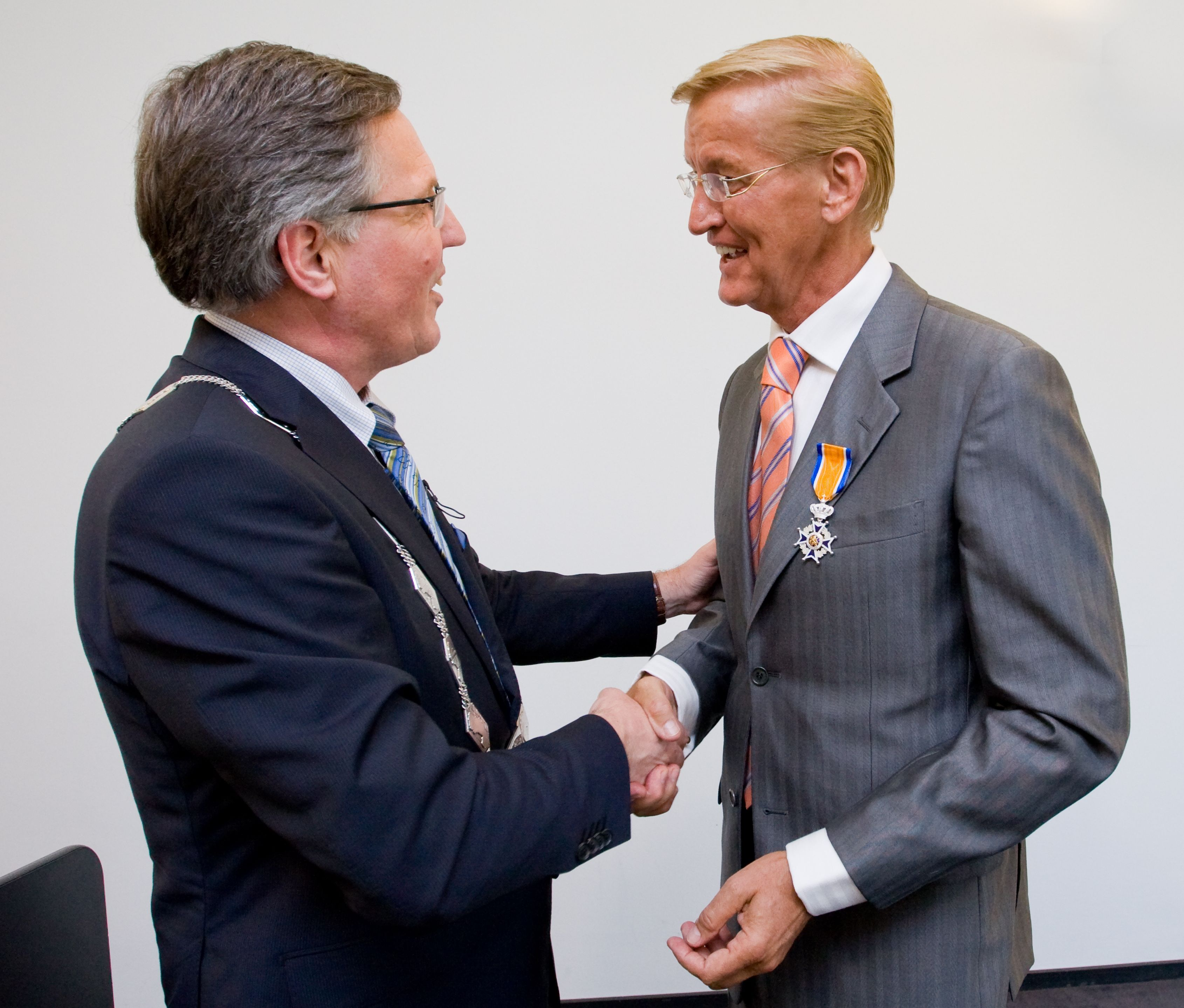
Een Ridder in de Orde van Oranje-Nassau

Het is gebruikelijk om een vreemdeling één graad hoger te decoreren dan in zijn eigen land is gebeurd. Een Spaanse ridder in een van de orden van Spanje kan elders op een officierskruis rekenen.
Verreweg de meeste ridderkruisen worden aan een eenvoudig zijden lint op de linkerborst gedragen.

## Ook voor burgers
Werden de ridderorden oorspronkelijk alleen uitgedeeld aan militairen, tegenwoordig kunnen ook burgers een ridderkruis ontvangen, bijvoorbeeld bij de Orde van Oranje-Nassau. 
Dames dragen een ridderkruis, en ook het officiers- en commandeurskruis, gewoonlijk aan een strik van het lint van de orde op de linkerschouder.

## Het Ridderkruis van het IJzeren Kruis

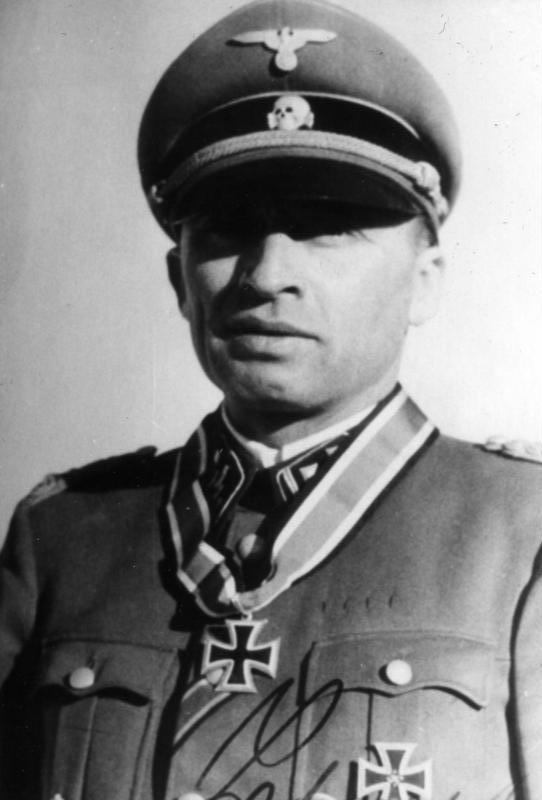
De Duitse SS-generaal August Zehender met het Ridderkruis van het IJzeren Kruis om de hals

Het IJzeren Kruis dat in 1813 werd ingesteld had oorspronkelijk twee graden ( de Ie en IIe Klasse) en een Grootkruis. Aan het begin van de Tweede Wereldoorlog stichtte Adolf Hitler een Orde van het IJzeren Kruis met het "Ridderkruis van het IJzeren Kruis" als derde graad. Deze zeer begeerde onderscheiding voor moed en bekwaamheid op het slagveld werd in het dagelijks leven al snel als "das Ritterkreuz" aangeduid. De 8168 op deze wijze gedecoreerde militairen, waaronder ook eenvoudige soldaten, matrozen en onderofficieren, werden "Ritterkreuzträger" genoemd. Dit aan een lint om de hals gedragen kruis nam de plaats van de Orde Pour le Mérite en het Kruis Ie Klasse van de Huisorde van Hohenzollern Met de Zwaarden in.
In de Tweede Wereldoorlog werden volgens officiële, maar slecht gestaafde opgaven 7028 ridderkruisen verleend. De aantallen ijzeren kruisen verschillen dan ook per auteur. Op veilingen in Duitsland en elders zijn meer dan 55.000 ridderkruisen in omloop. Dat doet vermoeden dat deze kostbare onderscheiding, een authentiek ridderkruis kostte in 2005 ongeveer 5000 euro, op grote schaal vervalst is. Een authentiek stuk, het op 13 mei 1940 aan Rolf Jäger verleende ridderkruis bracht in 2012 al 11400 euro op.

## Het Ridderkruis van het Kruis voor Oorlogsverdienste
Adolf Hitler stelde voor dapperheid en bijzondere verdiensten achter het front ook een Orde van het Kruis voor Oorlogsverdienste in. Ook van deze orde werd het ridderkruis om de hals gedragen. Men kreeg het kruis alleen wanneer men eerder het Duits Kruis in zilver had verworven. Er werden na 1940 90 ridderkruisen met en 140 kruisen zonder zwaarden verleend. Hitler besliste persoonlijk over de toekenning van deze onderscheiding.

## Voorbeelden van orden met Ridderkruizen
Denemarken
- Orde van de Dannebrog
Duitsland
- IJzeren Kruis
- Kruis voor Oorlogsverdienste
- Orde van de Leeuw van Zähringen
- Orde van Verdienste van de Bondsrepubliek Duitsland
Finland
- Orde van de Witte Roos
- Orde van de Finse Leeuw
Frankrijk
- Legioen van Eer
Hongarije
- Orde van de Heilige Stefanus
- Orde van de Hongaarse Republiek
Italië
- Orde van de Ster van de Italiaanse Solidariteit
- Orde van de Italiaanse Kroon
- Orde van Verdienste
- Orde van Sint-Mauritius en Sint-Lazarus
IJsland
- Orde van de Valk
Luxemburg
- Orde van de Eikenkroon
Noorwegen
- Orde van Sint-Olaf
- Orde van Verdienste
Oostenrijk
- Orde van Maria Theresia
- Frans Jozef-Orde
Peru
- Peruviaanse Orde van de Zon
Polen
- Virtuti Militari
- Orde Polonia Restituta
Zweden
- Orde van de Poolster
- Orde van het Zwaard